# Xiquets de Hangzhou
Els Xiquets de Hangzhou (xinès simplificat: 桃花庄 - 人塔俱乐部, pinyin: Táohuā zhuāng - rén tǎ Jùlèbù, literalment 'Club de torres humanes de Taohuazhang') van ser una colla castellera xinesa de la ciutat de Deqing, a uns 40 km al nord-oest de Hangzhou, capital de la província de Zhejiang, a la Xina de l'Est.
Va ser creada per iniciativa de l'empresari tèxtil xinès Qian Anhua, el qual va conèixer els castells en un viatge a Catalunya l'any 2009 i decidí importar-los a la seva colònia tèxtil, Antex (De Qing) Fashion Clothes Co. Ltd, com a activitat social per als treballadors de l'empresa. La colla inicià l'activitat el maig del 2010, arran del viatge de la Colla Vella dels Xiquets de Valls a Xangai amb motiu de l'Exposició Internacional. Són la colla estrangera que ha assolit les millors fites. Els seus millors castells són, de major a menor dificultat: el 3 de 9 amb folre, el 2 de 8 amb folre, 3 de 8, el 4 de 8 i el 2 de 7. La fita més important de les quals fou aconseguida l'1 d'octubre de 2016, quan van completar el 3 de 9 amb folre al XXVI Concurs de castells de Tarragona a la Tarraco Arena Plaça, després que unes setmanes abans el completessin per primer cop al seu país.
La relació dels Xiquets de Hangzhou amb la Colla Vella és molt estreta i membres de totes dues formacions han viatjat diverses vegades a visitar els altres: dos viatges de la Colla Vella els anys 2010 i 2015, i dos viatges dels de Hangzhou el 2012 (per ajudar la Colla Vella al concurs de castells de Tarragona) i el 2015 (per assajar conjuntament abans del viatge dels de Valls).
La colla deixà d'estar activa el 2020.

## Característiques
Els Xiquets de Hangzhou són la primera i única colla castellera de la Xina i d'Àsia, i la seva organització és diferent de qualsevol altra colla. Els castellers són treballadors de la fàbrica Antex (De Qing) Fashion Clothes Co. Ltd, una colònia tèxtil dedicada a la confecció de banyadors i roba interior femenina per a marques italianes. La pràctica castellera és una de les diverses activitats extralaborals que ofereix l'empresa, entre les quals hi ha, per exemple, el ball, la música, la gimnàstica o el taitxí. Antex és una colònia tèxtil de 28.000 m² d'àrea de treball i més de 1.500 treballadors, que hi viuen i hi treballen, més de 200 dels quals són membres de la colla. Com la resta de colles, també assagen diverses vegades a la setmana i aixequen castells de manera regular. A més, alguns membres de la Colla Vella es desplacen tres o quatre cops a l'any a la colònia d'Antex per ajudar-los a millorar i refinar la tècnica castellera.
Qian Anhua, màxim responsable d'Antex i impulsor del projecte, trobà en els castells la filosofia i els valors que volia potenciar a la seva fàbrica i els importà com a activitat social per fer que els treballadors se sentissin més feliços. Tot l'equipament i l'activitat de la colla està patrocinat per Anhua, i les actuacions són remunerades si formen part de la jornada laboral i se solapen amb la feina a la fàbrica. La camisa és de color rosat, com la de la Colla Vella dels Xiquets de Valls, i du el nom de "Club de torres humanes del poble de les flors de presseguer". L'empresari també compta amb l'ajut de David Wang, representant de l'empresa a l'Estat espanyol i enllaç permanent entre els Xiquets de Hangzhou i la Colla Vella, els quals els fan de padrins.
La fàbrica té un local d'assaig preparat per a assajar castells, on també tenen una xarxa de seguretat que utilitzen per a fer algunes proves. La nau disposa de tres grans vitralls amb motius castellers que il·luminen la sala, on hi han representats un 2 de 9 amb folre i manilles, un 3 de 10 amb folre i manilles i un pilar de 8 amb folre i manilles. Hi destaca el tradicional color vermell habitual a la Xina i les imatges d'alguns dels castells de la colla. També, a l'entrada de la colònia, hi ha un monument d'un 3 de 8 de terracota de mida real, amb quatre grallers i un timbaler a un costat, i a les portes de l'edifici hi ha diversos gravats castellers.

## Història

### Inicis

Localització de la província de Zhejiang (en taronja) i de Huzhou (en vermell), respecte la Xina. Huzhou és una ciutat de nivell de prefectura amb jurisdicció sobre el comtat de Deqing, lloc d'on són els Xiquets de Hangzhou.

Els orígens de la colla es remunten el 2009 quan Qian Anhua, empresari tèxtil xinès i president de l'empresa Antex, va fer un viatge a Catalunya i, després de veure els castells i quedar-ne fascinat, va decidir importar-los a la seva colònia tèxtil com a activitat voluntària i extralaboral per als treballadors. El mes de desembre d'aquell any, Anhua descobrí que la Colla Vella dels Xiquets de Valls viatjaria a la Xina el maig del 2010 convidats pel pavelló espanyol amb motiu de l'Exposició Internacional de Xangai. S'hi posà en contacte i va pactar una estada de dos dies a la seva fàbrica. També va demanar als dirigents de la colla vallenca que enviessin algun casteller experimentat un mes abans. Joan Ibarra, president de la formació, i un altre casteller van assistir-hi per explicar-los la tècnica i ensenyar-los a fer-ne. Un mes després ja anaven uniformats i feien castells de sis pisos correctament.
El 2010, en el viatge dels vallencs, que va tenir lloc del 23 al 30 de maig, la colla visità i actuà durant els dies 28 i 29 a la seu de l'empresa Antex, a Deqing, situat a uns 190 km al sud-oest de Xangai. El dia 28 de maig, en què hi hagué el primer contacte entre les dues colles, la Colla Vella va descarregar-hi el 3 de 8, el 2 de 8 amb folre, el 4 de 8 i el 5 de 7, a més de diversos pilars de 5 i pilars de 4. Després els Xiquets de Hangzhou van descarregar un 4 de 6, el qual fou el primer castell conegut de la colla castellera. L'endemà, dia 29, la Colla Vella va tornar a actuar a l'empresa Antex, on va descarregar el 3 de 9 amb folre, a més del 2 de 8 amb folre i el 3 de 7 aixecat per sota. Aquest 3 de 9 amb folre va representar el primer castell de nou fet mai fora de Catalunya, les Illes Balears o Catalunya del Nord. El 30 de maig, la colla vallenca va tornar a l'Exposició Internacional de Xangai per a fer-hi l'última actuació del viatge, acompanyats per un grup de castellers dels Xiquets de Hangzhou. Els vallencs van descarregar-hi diversos castells de vuit i de set pisos, mentre que els xinesos van descarregar el 3 de 6 i el 4 de 6. L'actuació, que va tenir lloc davant el pavelló espanyol, va ser un dels actes principal del dia d'honor de Catalunya i va servir per cloure la Setmana de Catalunya.

### Castells de set (2011)
El 2011, poc més d'un any després de la creació de la colla, van descarregar els seus primers castells de set: el 3 de 7 i el 4 de 7. Fins aleshores, també havien assolit el 2 de 6, el 5 de 6, el 4 de 6 amb agulla i el pilar de 5.

### Primer viatge a Catalunya (2012)

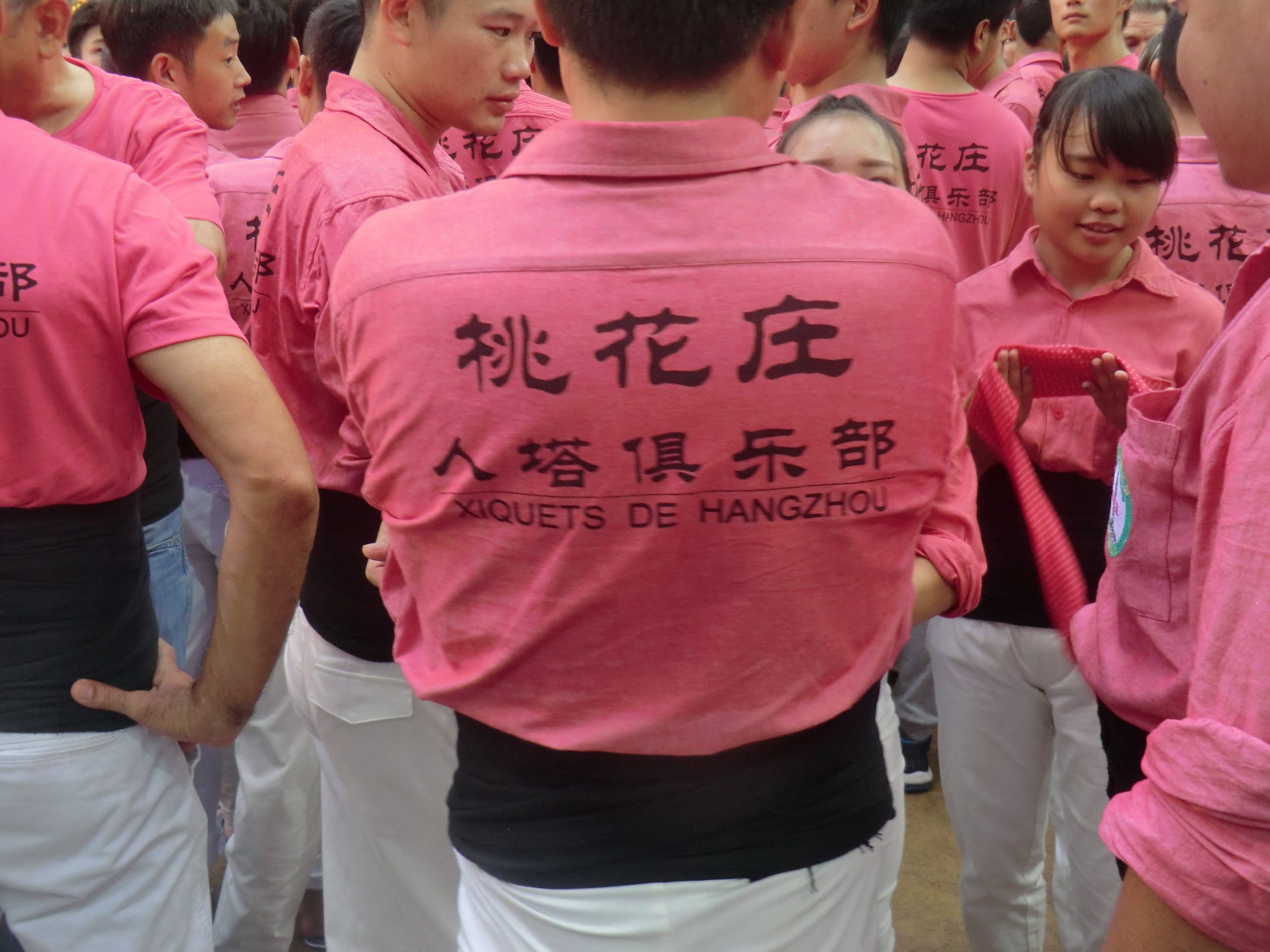
Camisa dels Xiquets de Hangzhou

El 2012, dos anys després de la seva creació, aixecaven castells de set i el pilar de 5; fet que, pels experts de la Colla Vella, es considerà com "un nivell boníssim" i "més que solvent".
A principis de setembre, una delegació de l'Ajuntament de Valls va fer un viatge comercial de cinc dies a la Xina en què es feren diverses reunions de treball i visites a diferents empreses i autoritats municipals i del comtat de Deqing. El viatge, encapçalat per l'alcalde de Valls, Albert Batet, i acompanyat pel regidor d'Empresa i Ocupació, Joan Carles Solé, fou una iniciativa conjunta del consistori vallenc i dels responsables de l'empresa Antex, els quals cofinançaren la visita juntament amb la municipalitat i el comtat de Deqing. El segon dia del viatge, el 8 de setembre, es va fer una visita oficial a la seu d'Antex que va servir per acordar estudiar col·laboracions entre l'empresa i l'Ajuntament de Valls. L'alcalde vallenc i el regidor d'Empresa i Ocupació, Joan Carles Solé, assistiren en una reunió de treball amb els responsables de l'empresa i feren una visita a les instal·lacions de la colònia tèxtil. Posteriorment, van assistir a un acte institucional amb la participació dels Xiquets de Hangzhou, en el qual van ser rebuts amb el toc d'entrada a la plaça, interpretat pels grallers de la colla. En l'acte es descobrí una placa commemorativa del primer 3 de 9 amb folre descarregat a la Xina, assolit el 29 de maig del 2010 per part de la Colla Vella dels Xiquets de Valls. El descobriment de la placa fou homenatjat amb dos pilars de 4 i un 3 de 6 aixecat per sota dels Xiquets de Hangzhou.
El primer viatge dels Xiquets de Hangzhou a Catalunya va ser el 2012 per iniciativa de l'empresa Antex. Prop de 170 membres de la colla es desplaçaren en una estada organitzada per la Colla Vella i l'Ajuntament de Valls del 26 de setembre al 8 d'octubre. En el viatge participaren en diversos assajos de la Colla Vella i feren algunes actuacions a Valls, Tarragona, Salou o Barcelona. El dia 7 d'octubre participaren en el XXIV Concurs de castells de Tarragona fent pinya amb la Colla Vella. En el viatge, la colla va ser acompanyada per una delegació d'autoritats i empresaris xinesos que van aprofitar per conèixer Valls i el seu entorn de cara a buscar oportunitats de negoci.

### Castells de la gamma alta de set (2014)

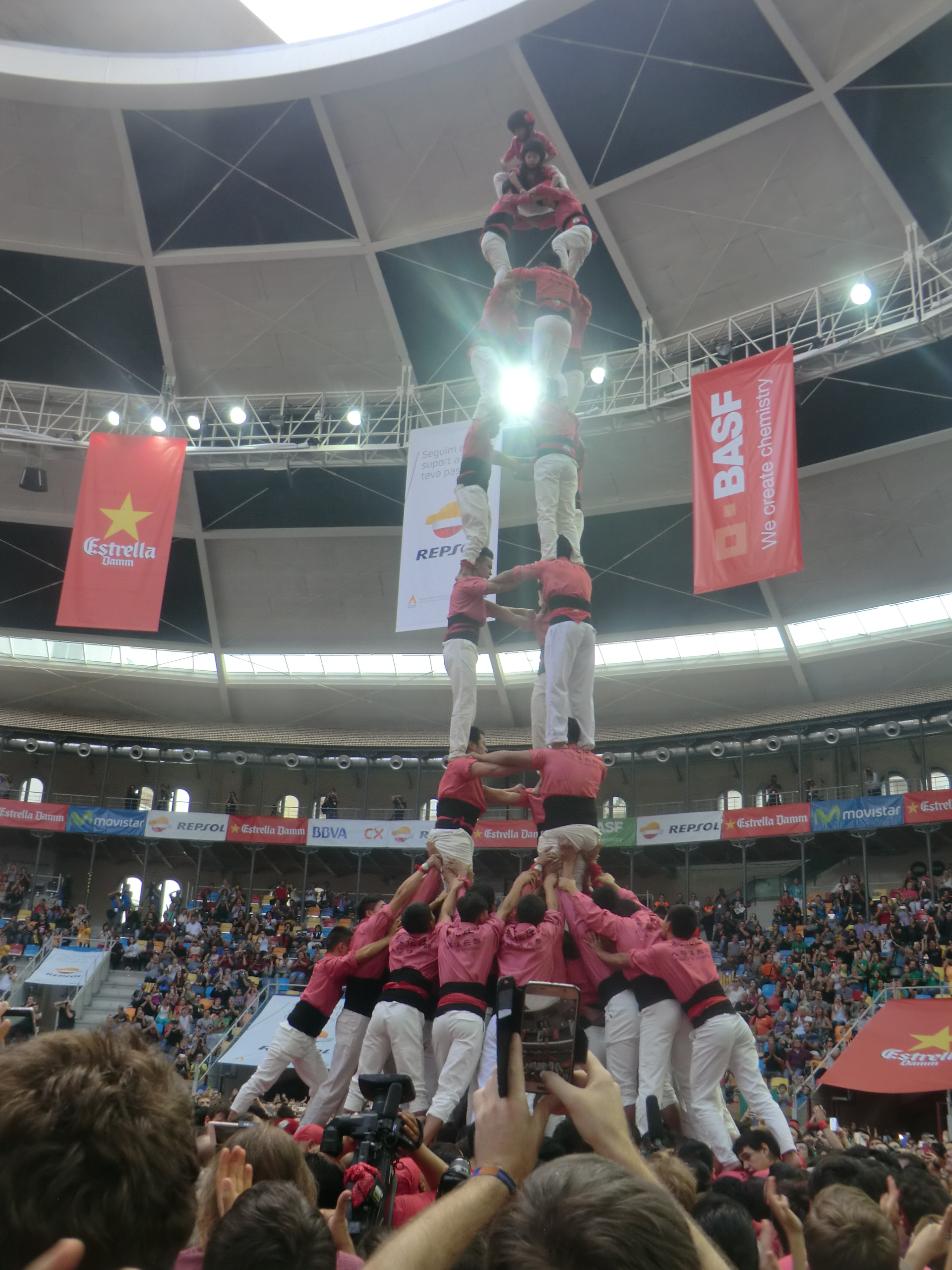
3de9 amb folre dels Xiquets de Hangzhou al Concurs de Castells de Tarragona 2016

El 2014 es coneix que la colla comença a assajar el 3 de 8, castell que es proposaren descarregar abans del mes d'octubre per poder anar al concurs de castells. Malgrat tot, aquell any no van assolir el 3 de 8 –el primer l'assolirien dos anys més tard– i finalment no assistiren al concurs de castells. El 12 de juliol del 2014 van descarregar, per primera vegada, un castell de la gamma alta de set: el 3 de 7 amb agulla. La colla va assolir la fita durant l'acte de celebració del desè aniversari de la colònia tèxtil Antex. El 26 d'octubre del mateix any, en una actuació a Xangai, van carregar el 2 de 7 per primera vegada, i van descarregar el 3 de 7 amb agulla, el 3 de 6 aixecat per sota i el pilar de 5.
El març d'aquell any es publicà el curtmetratge La colla, dirigit per Oriol Martínez i Enric Ribes, que mostra el viatge que la colla va fer el 2012 a Catalunya. El film, de 12 minuts de durada i presentat a través de Chen Peisheng, gestor de la fàbrica de teixits d'Antex i cap de colla dels Xiquets de Hangzhou, ensenya un pilar de 5 dels de Hangzhou al terrat del Museu d'Història de Catalunya a Barcelona, un 3 de 6 al costat del Monument als castellers de Tarragona, un assaig al local de la Colla Vella dels Xiquets de Valls i la seva presència en el concurs de castells de Tarragona del 2012. La colla va guanyar el primer premi del festival Fotogramas en Corto, entregat per la revista Fotogramas. El jurat dels premis van valorar que el curtmetratge "ressalta els atractius i la singularitat de la cultura catalana" i conté un "missatge poderós amb una tradició molt arrelada com a gran metàfora. Un missatge mostrat de manera original a través de la mirada d'aquell que ens visita”.
També el 2016, els mateixos directors i el productor i documentalista Oriol Gispert van estrenar el llargmetratge El jardí de les flors del presseguer. Els Xiquets de Hangzhou, que explica la història de Qian Anhua i com el fet casteller va començar a la Xina de la seva mà. En un primer tràiler, publicat el maig d'aquell any, s'afirmà la intenció de la colla de participar en el concurs de castells del 2014, fet que causà diverses reaccions i despertà l'interès general del món casteller. No obsant això, la possibilitat que per primer cop una colla estrangera participés en el certamen generava dubtes sobre com s'havien de comptabilitzar les actuacions i els castells de la colla, ja que l'accés a la competició està supeditat al Rànquing Estrella, que utilitza la base de dades de la Coordinadora de Colles Castelleres de Catalunya, entitat de la qual no en forma part. Tanmateix, l'organització del concurs va avaluar la seva possible participació com a "atractiva i interessant".

### Intercanvi de viatges (2015)
El juny del 2015, 38 castellers de Hangzhou van fer una estada de prop d'un mes a Valls, en què van col·laborar en els assaigs de la Colla Vella i també en les seves actuacions. Les dues colles van alçar castells de germanor a Reus, on van fer un 3 de 7, la Selva del Camp i l'Arboç, i també van viatjar a Barcelona, convidats pels Castellers de Barcelona, on van realitzar un pilar de 5.
Aquell any, dues colles catalanes van viatjar a la Xina i van actuar amb els Xiquets de Hangzhou: la primera, la Colla Vella dels Xiquets de Valls, durant una estada el juliol, i la segona, els Castellers de Vilafranca, durant el novembre. En el viatge dels vallencs, uns 200 membres de la colla es van desplaçar a Hangzhou per participar en dos programes televisius, Desafiament extrem i Guinness World Records, en què van descarregar un 3 de 9 amb folre per exigència del contracte, conjuntament amb els Xiquets de Hangzhou i que van ser televisats per una audiència de prop de 200 milions de llars. El viatge dels Castellers de Vilafranca, que va tenir lloc del 2 al 8 de novembre del 2015, va desplaçar uns 200 castellers amb motiu del desè aniversari del Casal Català de Xangai i coincidí també amb la Barcelona – Catalonia Culture Week. La colla vilafranquina va actuar a la Universitat de Tongji, a la colònia dels Xiquets de Hangzhou i damunt d'un gratacel de Xangai.

### Castells de vuit i castells de nou (2016)

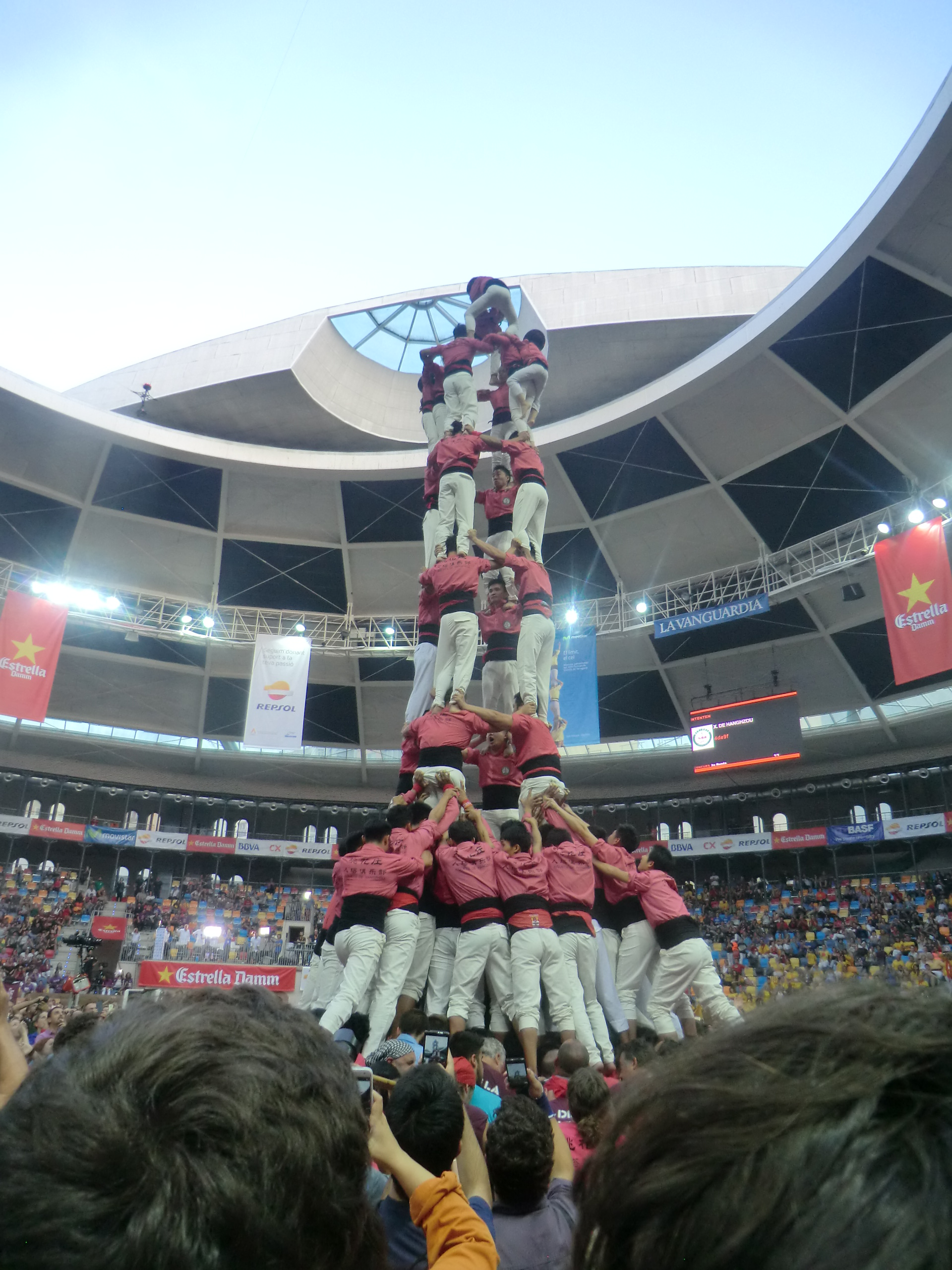
Intent de 4de9 amb folre dels Xiquets de Hangzhou al Concurs de Castells de Tarragona 2016

El 26 de març del 2016 van descarregar el seu primer 2 de 7 i una setmana després, el 2 d'abril, van carregar el seu primer 3 de 8, si bé tots dos castells van tenir lloc durant l'assaig i amb xarxa de seguretat. El 5 de maig van descarregar el primer 2 de 7, aquest cop sense xarxa, en una actuació a Deqing feta durant els actes de celebració del Dia Internacional de la Creu Roja i on també van descarregar el 3 de 7, el 4 de 7, i un pilar de 5. Dues setmanes més tard, el 21 de maig, van descarregar el primer 3 de 8, també sense xarxa, en una actuació que va tenir lloc a la localitat de Wukang. En aquesta actuació també completaren el 5 de 7 i el segon 2 de 7 de la colla, a més d'un pilar de 5 i quatre pilars de 4 finals, i fou la seva millor actuació històrica fins aleshores. El 3 de 8, a més de ser el primer castell de vuit de la colla, suposà el primer castell de vuit pisos fet mai per una colla castellera de l'estranger i l'actuació completa, comptant els tres millors castells i el millor pilar, representà la vint-i-cinquena millor actuació castellera d'una colla tenint en compte la millor de cada una.
El 27 de maig, l'organització del concurs de castells de Tarragona va fer pública la participació de la colla a la jornada del dissabte de l'edició del 2016, que tindrà lloc l'1 d'octubre.
El 5 de juliol, un mes i mig més tard d'assolir el primer 3 de 8, van descarregar el 4 de 8 per primera vegada. El castell, assolit durant l'assaig, es va fer a la nau d'assaig de la colla, a l'empresa Antex.
L'1 d'octubre de 2016, després d'aconseguir-ho unes setmanes abans al seu país, van completar el 3 de 9 amb folre al XXVI Concurs de castells de Tarragona a la Tarraco Arena Plaça. Aquest és el castell més important de la seva història.

### Fi de l'activitat castellera (2020)
Després del Concurs de 2016, l'empresa Antex va experimentar una gran expansió, el que va provocar que molts dels treballadors que participaven en els castells es traslladessin i es reduís l'activitat castellera. Per acabar, la pandèmia de COVID-19 comportà l'aturada total de la colla.

## Castells
La taula següent mostra la data, la diada i la localitat en què per primera vegada s'han descarregat cadascuna de les construccions que la colla ha assolit a plaça, o bé que han estat carregades, ordenades cronològicament.
| Construcció             | Data                 | Diada                                     | Localitat                      |
| ----------------------- | -------------------- | ----------------------------------------- | ------------------------------ |
| 2 de 8 amb folre        | 1 d'octubre de 2016  | XXVI Concurs de castells de Tarragona     | Tarraco Arena Plaça, Tarragona |
| 3 de 9 amb folre        | 1 d'octubre de 2016  | XXVI Concurs de castells de Tarragona     | Tarraco Arena Plaça, Tarragona |
| 4 de 8 (assaig)         | 6 de juliol de 2016  | —                                         | Deqing                         |
| 3 de 8                  | 21 de maig de 2016   |                                           | Wukang                         |
| 2 de 7                  | 5 de maig de 2016    | Dia Internacional de la Creu Roja         | Deqing                         |
| 2 de 7 (carregat)       | 26 d'octubre de 2014 |                                           | Xangai                         |
| 5 de 7                  |                      |                                           |                                |
| 3 de 7 amb agulla       | 12 de juliol de 2014 | 10è Aniversari de la colònia tèxtil Antex | Deqing                         |
| 4 de 7 amb agulla       |                      |                                           |                                |
| 3 de 7                  | 2011                 |                                           |                                |
| 4 de 7                  | 2011                 |                                           |                                |
| Pilar de 5              |                      |                                           |                                |
| 2 de 6                  |                      |                                           |                                |
| 3 de 6 aixecat per sota |                      |                                           |                                |
| 5 de 6                  |                      |                                           |                                |
| 4 de 6 amb agulla       |                      |                                           |                                |
| 3 de 6 amb agulla       |                      |                                           |                                |
| 3 de 6                  | 2010                 |                                           |                                |
| 4 de 6                  | 2010                 |                                           |                                |
| Pilar de 4              |                      |                                           |                                |
| 4 de 6                  |                      |                                           |                                |

## Documental
El 31 de maig del 2016 s'estrenà la pel·lícula documental El jardí de les flors del presseguer. Els Xiquets de Hangzhou, al programa Sense ficció de TV3, que explica la història de la colla castellera. El documental està dirigit per Enric Ribes i Oriol Martínez, i és una coproducció de Televisió de Catalunya, La Lupa Produccions i LIC China, amb el suport de Creative Europe Media i ICEC.
El documental explica la història de la colla castellera dels Xiquets de Hangzhou, la primera i única de la Xina i d'Àsia, que fou creada el 2010 per iniciativa de l'empresari tèxtil xinès Qian Anhua, que els importà com a activitat social per als treballadors de la seva empresa. El 31 de maig del 2016 s'estrenà al programa Sense ficció de TV3.

## Reconeixements
El 8 de juny del 2013 se'ls va lliurar el Premi Castells per la millor iniciativa social "per haver sabut implantar els valors i la cultura castellera a la seva terra". El premi, entregat a la setena Nit de Castells, organitzada per la Revista Castells, fou recollit pel president de l'empresa, Qian Anhua.
El gener del 2017, durant l'onzena Nit de Castells, se'ls farà entrega del Premi Baròmetre, els quals distingeixen les colles que pugen de pis amb un castell descarregat; en aquest cas pel seu primer 3 de 8 descarregat el 21 de maig del 2016. Un representant dels xinesos assistirà a recollir el premi.